# مامادو بالدي
مامادو بالدي (12 ديسمبر 1985

 في فيلينغارا) (بالفرنسية: Mamadou Baldé)‏ لاعب كرة قدم سنغالي يلعب حاليا في نادي الدرجة الثانية كليرمونت الفرنسي منذ 2007 حيث يجيد اللعب في خط الدفاع .
بدأ بالدي مسيرته الرياضية في نادي بوردو سنة 2004 ثم تمت إعارته إلى نادي ليجيا فارزافا البولندي في موسم 2006/2007 .

## روابط خارجية
- مامادو بالدي على موقع قاعدة بيانات كرة القدم.إي يو (الإنجليزية)
- مامادو بالدي على موقع ناشيونال فوتبول تيمز (الإنجليزية)
- مامادو بالدي على موقع كووورة